# Alshain
Alshain eller Beta Aquilae (β Aquilae förkortat Beta Aql, β Aql), som är stjärnans Bayer-beteckning, är en dubbelstjärna i den mellersta delen av stjärnbilden Örnen. Den har en  skenbar magnitud på +3,87 och är synlig för blotta ögat där ljusföroreningar ej förekommer. Baserat på parallaxmätningar i Hipparcos-uppdraget på 73,0 mas beräknas den befinna sig på ca 45 ljusårs (14 parsek) avstånd från solen.
Beta Aquilae bildar tillsammans med Altair (Alfa Aquilae) och Tarazed (Gamma Aquilae) en asterism som utgör grunden för stjärnbilden Örnen, men som ibland ses självständig, som ett flygplan eller en fågel.

## Nomenklatur
Beta Aquilae bär det traditionella namnet Alshain som kommer från den persisk-arabiska termen الشاهين, aš-šāhīn, som betyder "den vandrande falken", kanske av tradition från de persiska šāhīn tarāzū (eller möjligen āāhīn tara zed). Internationella Astronomiska Unionen anordnade 2016 en arbetsgrupp för stjärnnamn (WGSN) med uppgift att katalogisera och standardisera riktiga namn för stjärnor. WGSN fastställde namnet Alshain för Beta Aquilae A i augusti 2016 vilket nu ingår i listan över IAU-godkända stjärnnamn.
I stjärnkatalogen i Al Achsasi al Mouakket-kalendern betecknades denna stjärna Unuk al Ghyrab (عنق ألغراب - únuq al-ghuraab), som översatts till latin som Collum Corvi, vilket betyder "kråkans nacke".

## Egenskaper
Primärstjärnan Beta Aquilae A är en gul till vit underjättestjärna och spektralklass G8 IV.. Den har en mycket låg nivå av ytmagnetisk aktivitet och kan vara i ett tillstånd som liknar ett Maunderminimum. Sedan 1943 har spektret för denna stjärna fungerat som en av de stabila referenspunkterna som andra stjärnor klassificeras efter. Den har en massa som är ca 25 procent större än solens och en radie som är ca 3,3 gånger solens. Den utsänder ca 6 gånger mera energi än solen från dess fotosfär vid en effektiv temperatur på ca 5 100 K.
Följeslagaren, Beta Aquilae B, är en stjärna av 12:e magnituden och separerad med ca 13 bågsekunder. Den är en röd dvärg av spektralklass M med en massa som är omkring en tredjedel av solens.